# Лидзбарк
Ли́дзбарк или Ли́дзбарк-Ве́льски (пол. Lidzbark Welski [ˈlʲid͡zbark], нем. Lautenburg) — город в Польше, входит в Варминьско-Мазурское воеводство, Дзялдовский повят. Имеет статус городско-сельской гмины. Занимает площадь 5,7 км². Население — 9351 человек (на 2004 год).

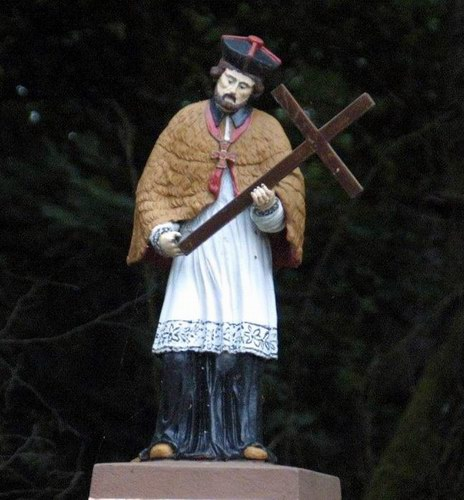

## История
Лидзбарк был основан в 1301 году. Римско-католическая приходская церковь города была построена в 1350 году.
Владислав II Ягайло провёл свою армию через Лидзбарк 9 июля 1410 года перед Грюнвальдской битвой. 29 сентября 1413 года некоторые тевтонские рыцари в городе восстали против Генриха фон Плауэна Старшего; их удалось успокоить только после того, как Плауэна сменил Михаэль Кюхмайстер фон Штернберг. Город присоединился к Прусскому союзу, которая выступала против власти Тевтонского ордена, и по просьбе которой король Казимир IV Ягеллон в 1454 году присоединил эту территорию к Королевству Польскому. В мае 1454 года Лидзбарк присягнул на верность польскому королю в Торуни.
По Второму Торуньскому миру тевтонские рыцари отказались от притязаний на город и признали его частью Польши. Административно он находился в Хелминском воеводстве в провинции Королевская Пруссия в Великопольском воеводстве Польской Короны. Большая часть города была уничтожена пожаром в 1764 году.
Во время Первого раздела Польши город был присоединён к Прусскому королевству в 1772 году. Во время Наполеоновских войн он был частью польского Варшавского герцогства с 1807 по 1815 год, но впоследствии был вновь присоединён к Пруссии.
В 1772 году в городе проживало 510 человек и было 83 деревянных здания. В этом районе было распространено сельское хозяйство, а также ремесла. В 1789 году население достигло 802 человек, из которых 41 семья была ремесленниками.
В начале XX века в городе были пивоварни, лесопилки, металлургический завод, машиностроительные и молочные предприятия. В 1920 году территория была вновь присоединена к Второй Польской Республике после обретения ею независимости.
Во время Второй мировой войны он находился под немецкой оккупацией. Население в 1943 году составляло 4329 человек. 70% города было разрушено во время войны.